# Ruprecht von der Pfalz, Duke of Cumberland

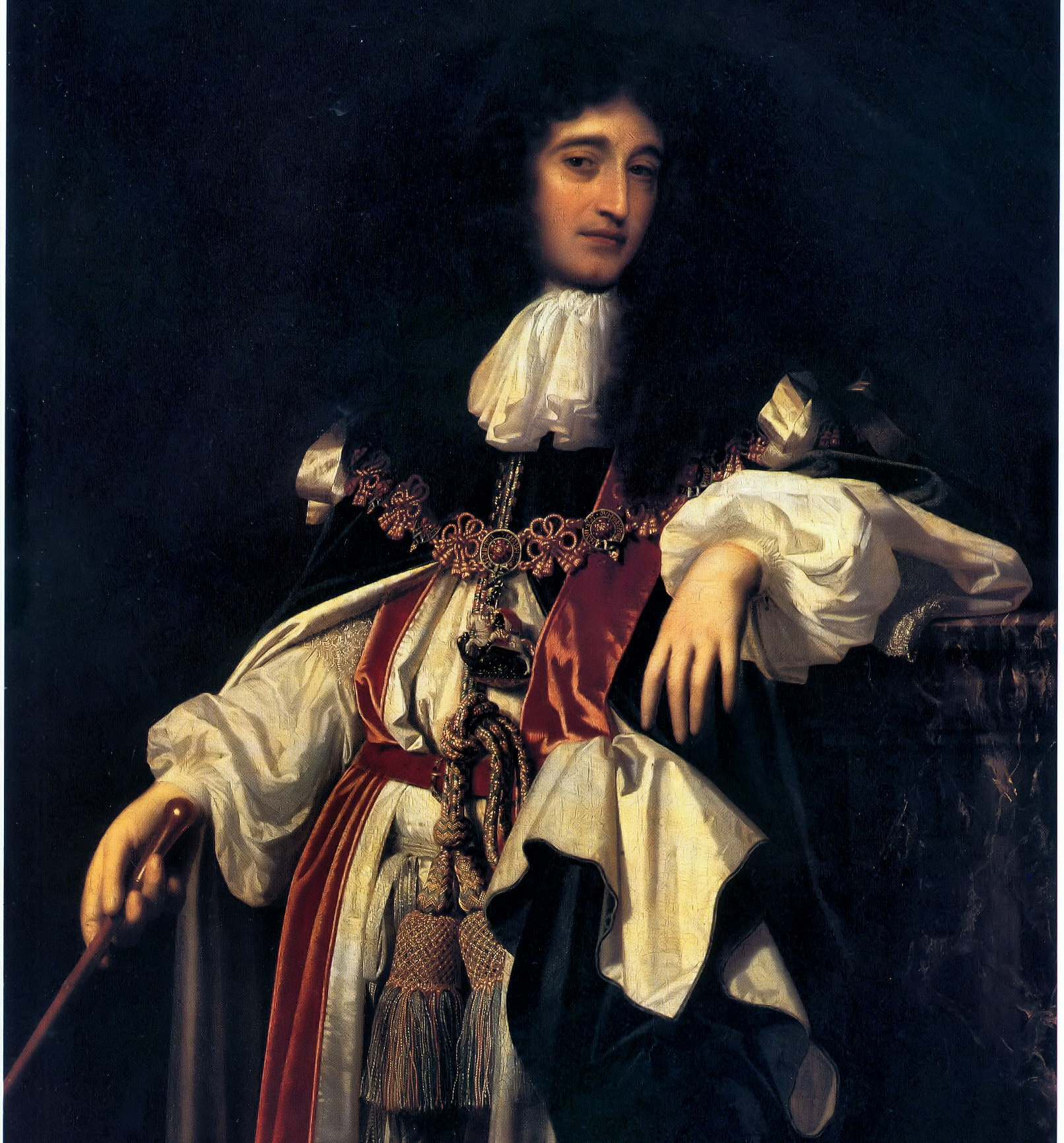
Simon Pietersz Verelst, Ruprecht von der Pfalz, Herzog von Cumberland

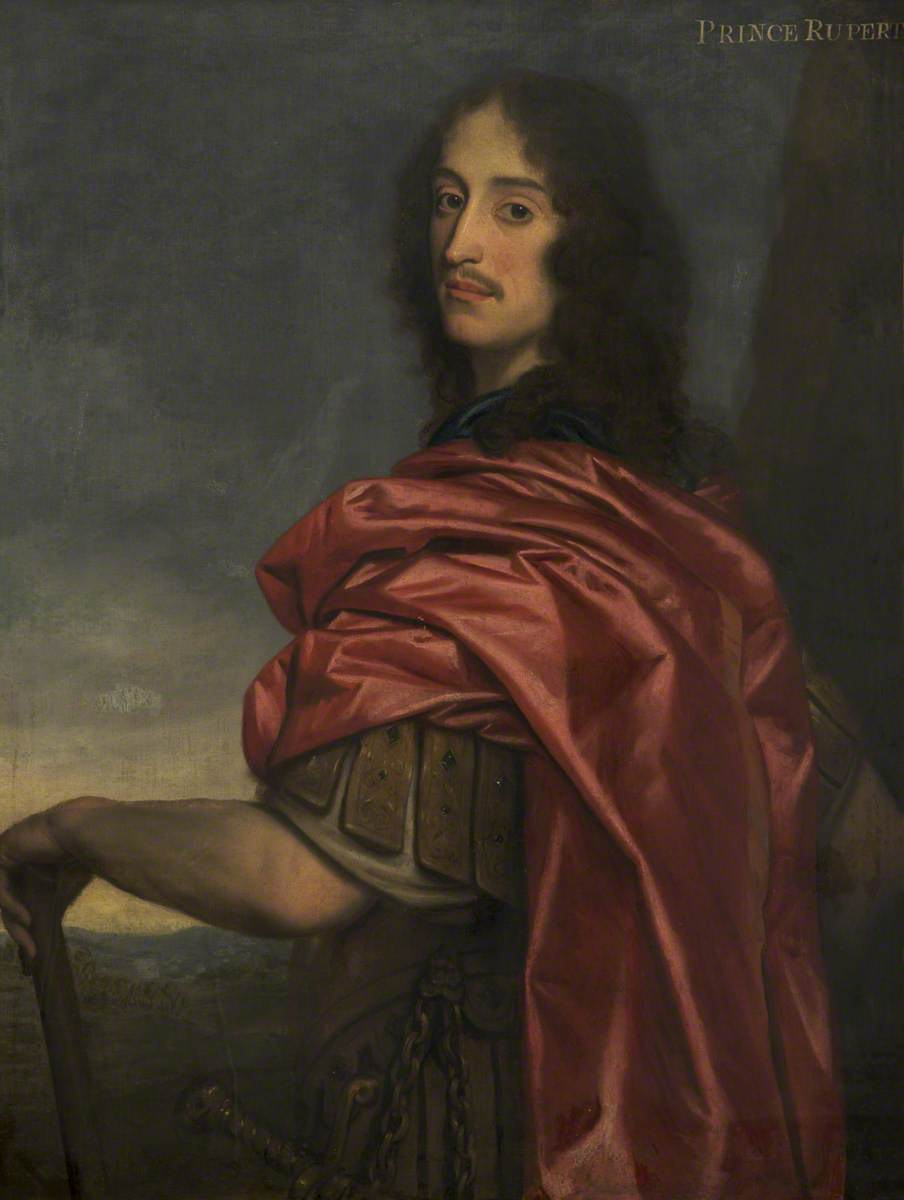
Ruprecht von der Pfalz

Ruprecht von der Pfalz (in England: Prince Rupert of the Rhine; * 17. Dezemberjul. / 27. Dezember 1619greg. in Prag; † 29. November 1682 in London) aus der Linie Pfalz-Simmern des Hauses Wittelsbach war ein kurpfälzischer Prinz und ein deutsch-englischer Kavalleriegeneral und Admiral.
Er kämpfte im Dreißigjährigen Krieg gegen die Habsburger, wurde aber vor allem als Kommandeur der royalistischen Cavaliers im Englischen Bürgerkrieg bekannt, der von 1642 bis 1648 zwischen seinem Onkel, König Karl I., und dem englischen Parlament ausgetragen wurde. Vom König 1644 zum Duke of Cumberland und Earl of Holderness erhoben, wurde er nach mehreren Niederlagen 1645 entlassen und 1646 auf Verlangen des Parlaments aus England verbannt. Anschließend setzte er den Krieg gegen die von Oliver Cromwell geführte Englische Republik noch einige Jahre zu See fort. Nach der Restauration der Monarchie unter seinem Vetter Karl II. im Jahr 1660 kehrte er zurück, wurde Mitglied des Oberhauses, erster Gouverneur der Hudson’s Bay Company und Lord High Admiral der Royal Navy.

## Leben

### Herkunft und frühe Jahre

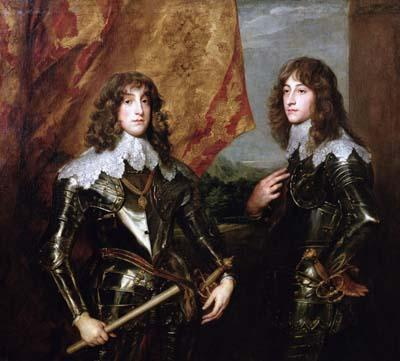
Anthonis van Dyck: Doppelportrait von Rupert und seinem Bruder Kurprinz Karl Ludwig

Ruprecht war der dritte Sohn des Kurfürsten Friedrichs V. von der Pfalz, und Elisabeth Stuarts, der Tochter König Jakobs I. von England, Schottland und Irland. Ruprecht wurde wenige Wochen nach der Krönung Friedrichs V. zum König von Böhmen in Prag geboren und war dadurch nach seinen Brüdern Kurprinz Heinrich Friedrich und Karl Ludwig der Dritte in der Thronfolge. Nachdem sein seither als „Winterkönig“ bekannter Vater 1620 aus Böhmen vertrieben worden und 1632 gestorben war, wuchs Ruprecht bei seiner Mutter im niederländischen Exil am Hof seines Großonkels Friedrich Heinrich von Oranien auf. Er studierte in Leiden und trat danach in die Leibgarde Friedrich Heinrichs ein.

#### Geschwister
|     | Geschwister von Elisabeth von der Pfalz |
| --- | --- |
| 1.  | Heinrich Friedrich (* 11. Januar 1614 in Heidelberg; † 17. Januar 1629 in der Nähe von Haarlem ertrunken, Grabstätte im St. Vinzent Kloster oder in der Prinzenkirche in ’s-Gravenhage, Niederlande), Kurprinz von der Pfalz |
| 2.  | Karl Ludwig (* 22. Dezember 1617 in Heidelberg; † 28. August 1680 bei Edingen), Kurprinz und nachmaliger Kurfürst von der Pfalz |
| 3.  | Elisabeth (* 26. Dezember 1618 in Heidelberg; † 8. Februar 1680 im Stift Herford, Grabstätte im Herforder Münster, seit dem 30. April 1667 Äbtissin zu Herford (Westfalen)) |
| 4.  | Ruprecht (* 27. Dezember 1619 in Prag; † 29. November 1682 in London, Grabstätte in der Westminster-Abtei, London), seit 1643 Duke of Cumberland, britischer Admiral, Gouverneur von Windsor ⚭ morganatisch mit Lady Bellamont und später mit Margarete Hewes |
| 5.  | Moritz (* 6. Januar 1621 in Küstrin; † September 1652, verschollen, wahrscheinlich bei einem Schiffbruch auf hoher See oder als Gefangener in Algier gestorben) |
| 6.  | Louise Maria „Luise-Hollandine“ (* 18. April 1622 in Den Haag; † 11. Februar 1709 im Kloster Maubuisson, Grabstätte im Zisterzienserinnenkloster Maubuisson in Saint-Ouen-l’Aumône, Département Val-d’Oise, Frankreich), seit 1664 Äbtissin zu Maubuisson |
| 7.  | Ludwig (* 31. August 1623 in Den Haag; † 24. Dezember 1623 ebd., Grabstätte im St. Vinzent-Kloster oder in der Prinzenkirche in ’s-Gravenhage, Niederlande) |
| 8.  | Eduard (* 5. Oktober 1625 in Den Haag; † 13. März 1663 in Paris, Grabstätte in der Klosterkirche Val de Grace, Paris) ⚭ seit 1645 mit Anna Gonzaga (* 1616; † 6. Juli 1684), Prinzessin von Nevers, Mantua und Monferrat |
| 9.  | Henriette Marie (* 17. Juli 1626 in Den Haag; † 18. September 1651 in Sárospatak, Grabstätte in der St. Michaels-Kirche, Karlsburg, heute Alba Iulia, Rumänien) ⚭ seit dem 16. Mai 1651 in Patak mit Sigismund II. Rákóczi (* 14. Juli 1622; † 4. Februar 1652 in Făgăraș, Grabstätte in der St. Michaels-Kirche, Karlsburg, heute Alba Iulia, Rumänien), Graf von Mongatsch |
| 10. | Philipp (* 16. September 1627 in Den Haag; 16. Dezember 1650 in der Schlacht bei Rethel gefallen, Grabstätte in der Pfarrkirche Saint Charles, Sedan), lothringischer Reiterobers |
| 11. | Charlotte (* 19. Dezember 1628 in Den Haag; † 24. Januar 1631 in Den Haag, Grabstätte in der Hof- und Kollegiatskapelle, später französische Klosterkirche, Den Haag, Niederlande) |
| 12. | Sophie (* 14. Oktober 1630 in Den Haag; † 8. Juni 1714 in Herrenhausen, Grabstätte im Welfenmausoleum im Berggarten Herrenhausen in Hannover); ⚭ seit dem 17. Oktober 1658 in Heidelberg mit Ernst August, Kurfürst von Hannover |
| 13. | Gustav Adolf (* 14. Januar 1632 in Den Haag; † 9. Januar 1641, Grabstätte in der Hof- und Kollegiatskapelle, später französische Klosterkirche, Den Haag, Niederlande) |

### Erste Englandreise und Kriegserfahrung
Im Jahr 1635 nahm Rupprecht am Unabhängigkeitskrieg der Niederlande gegen Spanien teil, reiste aber noch im selben Jahr mit seinem Bruder Karl Ludwig zu ihrem Onkel Karl I. nach England. Dieser nahm die beiden sehr herzlich auf und sorgte für ihre weitere Ausbildung. Die Universität Oxford promovierte Ruprecht zum Magister artium, Erzbischof William Laud wollte ihm ein englisches Bistum geben, und der Earl of Arundel ihm eine Expedition nach Madagaskar unterstellen. Nach seiner Rückkehr nahm Ruprecht an der Belagerung von Breda teil und begab sich nach dessen Einnahme zu seinem Bruder Karl Ludwig. Dieser hatte ein eigenes Korps angeworben und übergab Ruprecht den Befehl über ein Kavallerieregiment. Auf Seiten seines Bruders und der Schweden kämpfte er kurze Zeit im Dreißigjährigen Krieg, bevor er 1638 in der Schlacht bei Vlotho von den Kaiserlichen unter Melchior von Hatzfeldt gefangen genommen wurde. Seine drei Jahre dauernde Kriegsgefangenschaft nutzte er, um sich weiteres Wissen über die Kriegsführung anzueignen.

### Kavalleriegeneral im Bürgerkrieg

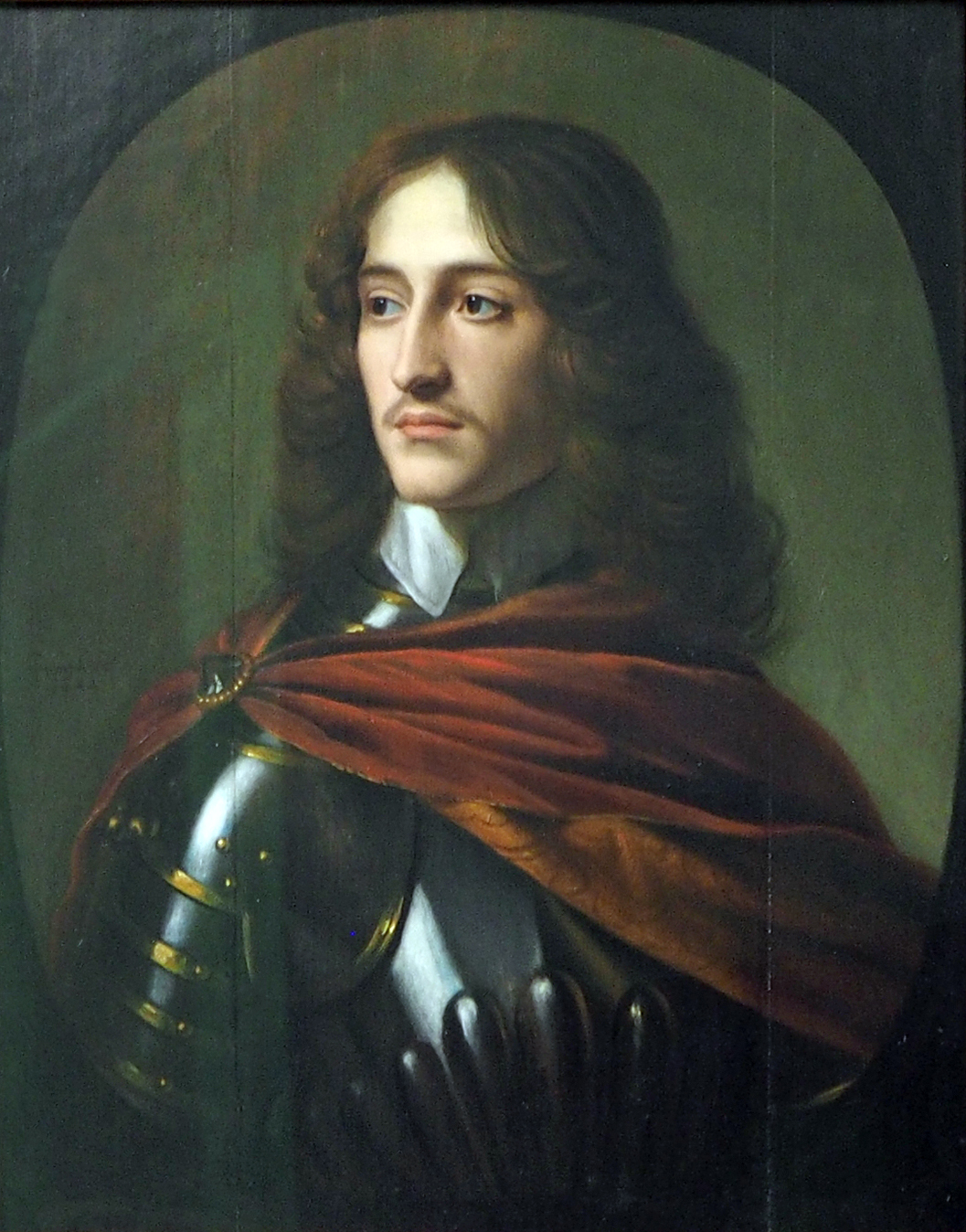
Ruprecht von der Pfalz, 1642, Gemälde von Gerrit van Honthorst

Nach seiner Freilassung ging Ruprecht erneut nach England zu seinem Onkel Karl I., der ihn 1642 als Ritter in den Hosenbandorden aufnahm. Als im selben Jahr der Bürgerkrieg ausbrach, gehörte Ruprecht von der Pfalz zu den wenigen Offizieren im Land, die praktische Kriegserfahrung vorweisen konnten. In der Folge erwies er sich als einer der besten Kavallerieoffiziere auf Seiten der Royalisten. Er nahm 1643 Bristol und im Jahr darauf Lancashire ein, musste aber bei Marston Moor eine Niederlage hinnehmen. 1645 nahm er Leicester und wurde im folgenden Monat bei Naseby schwer zurückgeschlagen. Als die militärische Lage in Bristol aussichtslos wurde, übergab er im September 1645 die Stadt an Lord Fairfax, woraufhin er von seinem wütenden Onkel seines Kommandos enthoben wurde.
Die Schmach der Entlassung traf ihn sehr. Er schlug sich zu seinem Onkel durch und verlangte, vor ein Kriegsgericht gestellt zu werden, um seine Ehre wiederherzustellen. Er wurde zwar freigesprochen, hatte aber die Gunst des Königs verloren und sollte in den folgenden militärischen Unternehmungen keine nennenswerte Rolle mehr spielen. Nach dem Fall Oxfords im Juni 1646 und der Niederlage der königlichen Truppen wurde er gemeinsam mit seinem Bruder Moritz vom Parlament aus England verbannt.

### In der Verbannung
Zwei Jahre später kämpfte Ruprecht auf französischer Seite gegen das Cromwellsche England. Von seinem Stützpunkt in Kinsale (Irland) aus versorgte er die royalistische Garnison auf den Scilly-Inseln mit Nachschub und machte Jagd auf englische Schiffe im Kanal. Da er von Admiral Robert Blake bis ins Mittelmeer verfolgt wurde, zog er sich bis zu den Westindischen Inseln zurück, wo er als Pirat weitere Kaperfahrten gegen englische Schiffe unternahm.
Nach dem Ende des Dreißigjährigen Krieges ging er 1652 nach Deutschland zurück. Er ließ sich in Mainz nieder und widmete sich einige Jahre seinen naturwissenschaftlichen Forschungen und der Kunst.

### Rückkehr nach England
Nach der Restauration des Stuart-Königtums 1660 trat Ruprecht erneut in englische Dienste. Er wurde Privatsekretär König Karls II. und kümmerte sich besonders um Marineangelegenheiten. Er hatte verschiedene Marinekommandos inne, kämpfte u. a. auch gegen die Holländer, wurde 1672 zum Admiral ernannt und war von 1673 bis 1679 als Nachfolger des Königs Lord High Admiral. Ruprecht war auch der erste Gouverneur der 1670 gegründeten Hudson’s Bay Company, die so erfolgreich wurde, dass sie bald ein Monopol auf den gesamten Pelzhandel in Kanada haben sollte. Das rund 3,9 Millionen km² umfassende Territorium trug ihm zu Ehren den Namen Ruperts Land.
Ruprecht starb 1682 unverheiratet, hinterließ aber zwei uneheliche Kinder (s. u.) Er wurde in der Westminster Abbey in London beigesetzt.

## Interesse an Forschung und Kunst
Ruprecht war nicht nur ein begabter Militärführer, er machte sich auch als Naturforscher, Künstler und Erfinder einen Namen. Seit 1670 und auch schon in den Jahren in Mainz widmete er sich intensiv seinen Forschungen und Experimenten. Er machte das Mezzotinto in England bekannt, entwickelte verschiedene Arten von Schießpulver und eine Messinglegierung für den Kanonenguss, die als „Prinzmetall“ (eine ähnliche Legierung ist Chrysorin) bekannt wurde. Er war eines der Gründungsmitglieder der Royal Society. Prinz Ruprecht wurde während seines Aufenthalts in den Niederlanden, wo er nach der Vertreibung seiner Familie aus Böhmen aufwuchs, mehrfach von Anthonis van Dyck, einem der größten flämischen Maler des Barock, porträtiert. Die Gemälde hängen heute im Kunsthistorischen Museum in Wien und in der Nationalgalerie in London.
Siehe auch: Bologneser Träne (im Englischen Prince Rupert’s Drop genannt)

## Handels- und Kolonialprojekte
Rupert war einer der Mitbegründer der „Company of Royal Adventurers into Africa“, die im Dezember 1660 eine königliche Charta erhielt und einer der Hauptbetreiber des britischen Sklavenhandels wurde. Im Jahr 1670 wurde Ruprecht von der Pfalz von Karl II. zum ersten Gouverneur der Hudson’s Bay Company ernannt, die bis heute besteht. Infolgedessen wurden die bis 1870 bestehende Kolonie Ruperts Land und die Stadt Prince Rupert in der westkanadischen Provinz British Columbia nach ihm benannt.

## Familie

### Vorfahren
|  |                                                                 |  |  |  |  |  |  |  |  |  |  |  |  |
|  | Ludwig VI. Kurfürst von der Pfalz (1539–1583)                   |  |  |  |  |  |  |  |  |  |  |  |  |
|  |                                                                 |  |  |  |  |  |  |  |  |  |  |  |  |
|  |                                                                 |  |  |  |  |  |  |  |  |  |  |  |  |
|  | Friedrich IV. Kurfürst von der Pfalz (1574–1610)                |  |  |  |  |  |  |  |  |  |  |  |  |
|  |                                                                 |  |  |  |  |  |  |  |  |  |  |  |  |
|  |                                                                 |  |  |  |  |  |  |  |  |  |  |  |  |
|  | Elisabeth von Hessen (1539–1582)                                |  |  |  |  |  |  |  |  |  |  |  |  |
|  |                                                                 |  |  |  |  |  |  |  |  |  |  |  |  |
|  |                                                                 |  |  |  |  |  |  |  |  |  |  |  |  |
|  | Friedrich V. Kurfürst von der Pfalz (1596–1632)                 |  |  |  |  |  |  |  |  |  |  |  |  |
|  |                                                                 |  |  |  |  |  |  |  |  |  |  |  |  |
|  |                                                                 |  |  |  |  |  |  |  |  |  |  |  |  |
|  | Wilhelm I. von Oranien (1533–1584)                              |  |  |  |  |  |  |  |  |  |  |  |  |
|  |                                                                 |  |  |  |  |  |  |  |  |  |  |  |  |
|  |                                                                 |  |  |  |  |  |  |  |  |  |  |  |  |
|  | Luise Juliana von Oranien-Nassau (1576–1644)                    |  |  |  |  |  |  |  |  |  |  |  |  |
|  |                                                                 |  |  |  |  |  |  |  |  |  |  |  |  |
|  |                                                                 |  |  |  |  |  |  |  |  |  |  |  |  |
|  | Charlotte de Bourbon-Montpensier (1547–1582)                    |  |  |  |  |  |  |  |  |  |  |  |  |
|  |                                                                 |  |  |  |  |  |  |  |  |  |  |  |  |
|  |                                                                 |  |  |  |  |  |  |  |  |  |  |  |  |
|  | Ruprecht von der Pfalz, Duke of Cumberland                      |  |  |  |  |  |  |  |  |  |  |  |  |
|  |                                                                 |  |  |  |  |  |  |  |  |  |  |  |  |
|  |                                                                 |  |  |  |  |  |  |  |  |  |  |  |  |
|  | Henry Stuart, Lord Darnley (1545–1567)                          |  |  |  |  |  |  |  |  |  |  |  |  |
|  |                                                                 |  |  |  |  |  |  |  |  |  |  |  |  |
|  |                                                                 |  |  |  |  |  |  |  |  |  |  |  |  |
|  | Jakob I. (VI.) König von England und Schottland (1566–1625)     |  |  |  |  |  |  |  |  |  |  |  |  |
|  |                                                                 |  |  |  |  |  |  |  |  |  |  |  |  |
|  |                                                                 |  |  |  |  |  |  |  |  |  |  |  |  |
|  | Maria Stuart, Königin von Frankreich und Schottland (1542–1587) |  |  |  |  |  |  |  |  |  |  |  |  |
|  |                                                                 |  |  |  |  |  |  |  |  |  |  |  |  |
|  |                                                                 |  |  |  |  |  |  |  |  |  |  |  |  |
|  | Elisabeth Stuart (1596–1662)                                    |  |  |  |  |  |  |  |  |  |  |  |  |
|  |                                                                 |  |  |  |  |  |  |  |  |  |  |  |  |
|  |                                                                 |  |  |  |  |  |  |  |  |  |  |  |  |
|  | Friedrich II. König von Dänemark und Norwegen (1534–1588)       |  |  |  |  |  |  |  |  |  |  |  |  |
|  |                                                                 |  |  |  |  |  |  |  |  |  |  |  |  |
|  |                                                                 |  |  |  |  |  |  |  |  |  |  |  |  |
|  | Anna von Dänemark (1574–1619)                                   |  |  |  |  |  |  |  |  |  |  |  |  |
|  |                                                                 |  |  |  |  |  |  |  |  |  |  |  |  |
|  |                                                                 |  |  |  |  |  |  |  |  |  |  |  |  |
|  | Sophie von Mecklenburg (1557–1631)                              |  |  |  |  |  |  |  |  |  |  |  |  |
|  |                                                                 |  |  |  |  |  |  |  |  |  |  |  |  |
|  |                                                                 |  |  |  |  |  |  |  |  |  |  |  |  |

### Nachkommen

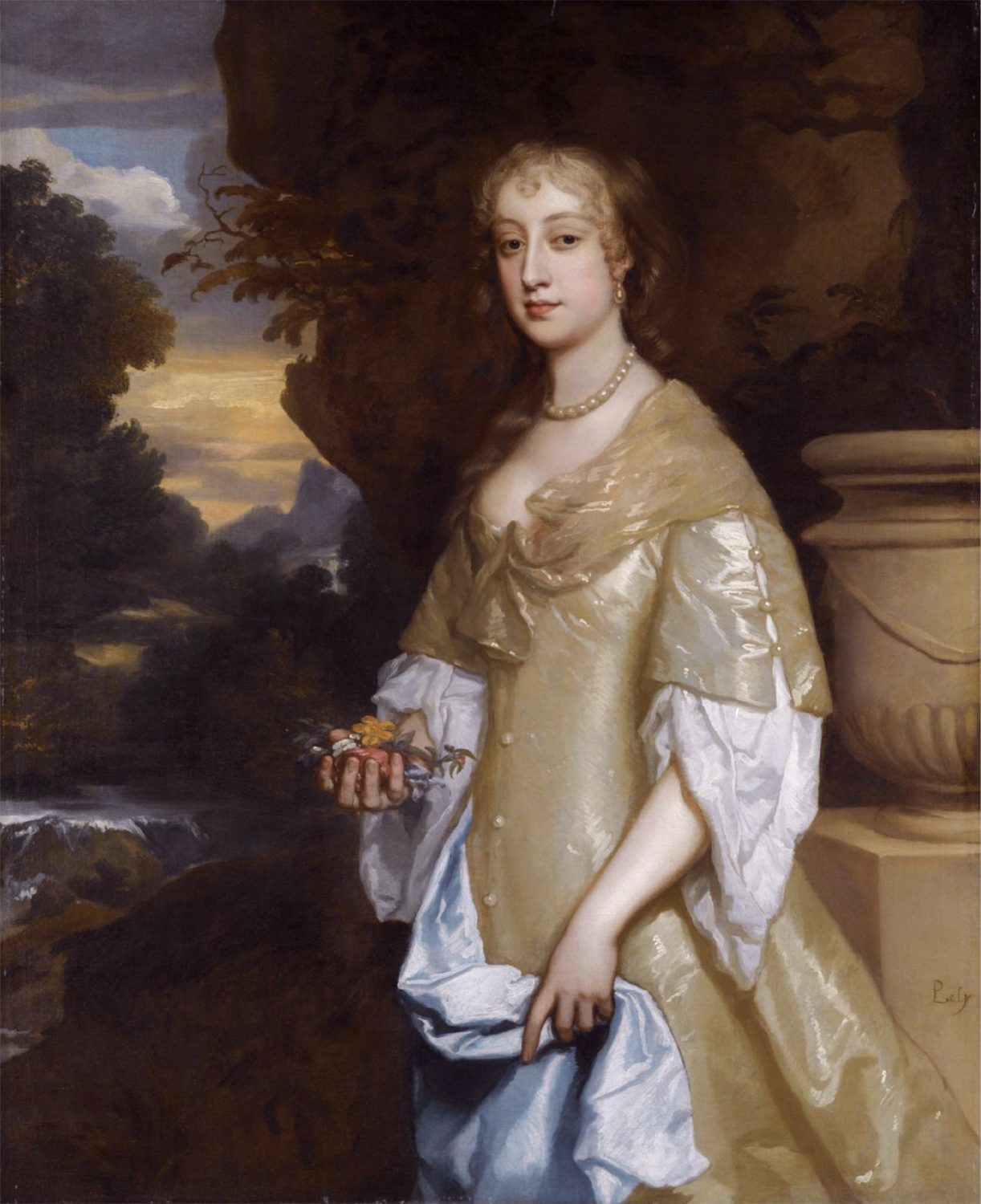
Frances Bard, die Geliebte Ruprechts (Peter Lely)

Mit seiner Geliebten Frances Bard (1646–1708), einer Tochter des Henry Bard, Viscount Bellomont, hatte Ruprecht einen Sohn: Dudley Rupert Bard (auch Robert Dudley genannt; * um 1666; † 13. Juli 1686, bei der Belagerung von Ofen). Um 1670 hatte er eine neue Geliebte, die Schauspielerin Margaret Hughes (1630–1719). Ihre gemeinsame Tochter Ruperta (1671–1740) heiratete 1695 den englischen General und Botschafter in Hannover Emanuel Scrope Howe († 26. September 1709).
Als sich abzeichnete, dass Ruprechts Bruder, Kurfürst Karl Ludwig, ohne männlichen Erben bleiben könnte, da die Ehe von dessen einzigem legitimem Sohn, Karl II., seit sieben Jahren kinderlos geblieben war und Karl Ludwigs verstoßene Gemahlin sich weigerte, einer offiziellen Scheidung zuzustimmen, befürchtete dieser, die Kurpfalz könnte vom Haus Pfalz-Simmern an das Haus Pfalz-Neuburg fallen. Daher versuchte Karl Ludwig 1678, seinen Bruder zu einer standesgemäßen Eheschließung zu überreden; dieser aber weigerte sich aufgrund seines seit jeher gespannten Verhältnisses zu seinem älteren Bruder, seine bequeme wilde Ehe mit der Schauspielerin aufzugeben.

## Künstlerische Rezeption
Ruprecht ist die Schlüsselfigur der Suite Lizard der Rockband King Crimson. In dem vierteiligen Zyklus aus dem Jahr 1970 wird unter anderem Ruprechts Niederlage in der Schlacht von Naseby 1645 musikalisch verarbeitet.
Zudem ist er der Protagonist von Poul Andersons 1974 erschienenem Roman A Midsummer Tempest. In dieser Alternativweltgeschichte besiegt Ruprecht gemeinsam mit Figuren aus Dramen von William Shakespeare den Heerführer des Parlaments, Oliver Cromwell im englischen Bürgerkrieg.